# Armand-Charles de Polignac
Pour les articles homonymes, voir Armand de Polignac et Polignac.
Armand-Charles de Polignac, 8e duc de Polignac, 6e prince pontifical de Polignac, né au Château de Mercastel, Villers-Vermont (Oise), le 7 octobre 1946. Exploitant agricole, il succède à son père, Jean-Héracle de Polignac (1914-1999), aux titres de duc et de prince de Polignac.

## Biographie
Armand-Charles, est le seul fils de Jean-Héracle de Polignac (1914-1999) et de Madeleine d'Arnoux (1907-1996). Il a deux sœurs aînées : les princesses Marie-Hélène (1942) et Marie-Christine (1944).
Armand-Charles de Polignac épouse, le 26 novembre 1980, à Monte-Carlo, Catherine Lonnoy (° 1951). Le couple, rapidement divorcé, n'a pas eu d'enfant.
En 1999, il succède à son père au titre de duc de Polignac mais n'a pas de descendance. L'héritier des titres ducal et princier est donc Ludovic, fils de son cousin, le prince Alain de Polignac (1940-2024), marié à la princesse belge Nathalie de Ligne, issu du 2e fils d'Héracle de Polignac par Henri de Polignac (1878-1915, mort pour la France) et par le 5e et dernier de ses fils, Edmond de Polignac (1914-2010).